# Les Planches-près-Arbois
Les Planches-près-Arbois ist eine französische Gemeinde mit 86 Einwohnern (Stand 1. Januar 2022) im Département Jura in der Region Bourgogne-Franche-Comté. Sie gehört zum Arrondissement Dole und zum Kanton Arbois. Die Nachbargemeinden sind Mesnay im Norden, La Châtelaine im Osten und Süden sowie Arbois im Süden und Westen.

## Bevölkerungsentwicklung
| Jahr                       | 1962 | 1968 | 1975 | 1982 | 1990 | 1999 | 2006 | 2017 |
| -------------------------- | ---- | ---- | ---- | ---- | ---- | ---- | ---- | ---- |
| Einwohner                  | 95   | 87   | 65   | 75   | 67   | 79   | 91   | 96   |
| Quellen: Cassini und INSEE |      |      |      |      |      |      |      |      |

## Wirtschaft
Les Planches-près-Arbois ist Teil des Weinanbaugebietes Jura.

## Belege
1. ↑  Dekret des Ministeriums für Landwirtschaft, Ernährung, Fischerei vom 14. Oktober 2009 (Memento des Originals vom 4. September 2014 im Internet Archive)  Info: Der Archivlink wurde automatisch eingesetzt und noch nicht geprüft. Bitte prüfe Original- und Archivlink gemäß Anleitung und entferne dann diesen Hinweis.